# Lonoke County
Lonoke County är ett administrativt område i delstaten Arkansas, USA. År 2010 hade countyt 68 356 invånare. Den administrativa huvudorten (county seat) är Lonoke. 

## Geografi
Enligt United States Census Bureau har countyt en total area på 2 077 km². 1 984 km² av den arean är land och 93 km² är vatten. 

### Angränsande countyn
- White County - nord
- Prairie County - öst
- Arkansas County - sydöst
- Jefferson County - syd
- Pulaski County - väst
- Faulkner County - nordväst